# Nova Xavantina Esporte Clube
Nova Xavantina Esporte Clube (NXEC) é um clube de futebol brasileiro, sediado na da cidade de Nova Xavantina, no estado de Mato Grosso.

## História
Fundado em 1978.[carece de fontes?] Foi campeão da Segunda Divisão do Campeonato Mato-Grossense em 2010.
Em 2011 desistiu da disputa do Campeonato Mato-Grossense alegando não ter estádio em condições para participar do campeonato.

## Títulos
- Campeonato Mato-Grossense - 2.ª Divisão: 2010[1][2]